# Robert da Silva Almeida
Robert da Silva Almeida (Salvador da Bahia, 1971. április 3. –) brazil válogatott labdarúgó.
A brazil válogatott tagjaként részt vett a 2001-es konföderációs kupán.

## Statisztika
| Brazil válogatott | Brazil válogatott | Brazil válogatott |
| Időszak           | Mérk.             | gól               |
| ----------------- | ----------------- | ----------------- |
| 2001              | 3                 | 0                 |
| Összesen          | 3                 | 0                 |